# Конрад фон Фейхтванген
Конрад фон Фейхтванген (нем. Konrad von Feuchtwangen, около 1230, Франкония — 4 июля 1296, Прага) — тринадцатый великий магистр Тевтонского ордена (1291—1296), ландмейстер Тевтонского Ордена в Пруссии в 1279—1280 годах, в Ливонии в 1279—1281, в Германии в 1284—1290, ландкомтур Тевтонского ордена в Австрии в 1259—1261 годах .

## Биография
Происходил из малоизвестного рода Фейхтвангенов (нем. Feuchtwangen, или нем. Wuchtewange, или нем. Vucwangin), имевшего владения между Ансбахом и Дикельсбюлем.
С именем Конрада фон Фейхтвангена связан перенос столицы Ордена из Палестины (резиденцией в которой служила Акра) в Западную Европу, а также смена политического курса ордена с ближневосточного направления на Прибалтийское. Он явился своего рода лидером «пробалтийского» направления в среде рыцарей ордена в противовес «пропалестинской фракции», влияние которой значительно ослабело из-за постоянных неудач крестовых походов в Палестину.
Различные источники по-разному определяют даты нахождения его в должности великого магистра ордена. Но по устоявшейся версии он находился у власти с 1291 по 1296 год.
Уделяя большое внимание Пруссии, Конрад фон Фейхтванген посетил её между 4 августа 1295 и 14 мая 1296 с тем, чтобы уладить дела ордена после последнего «вероотступничества» (восстания) пруссов в 1280-х годах.
Отрывок из Хроники земли Прусской Петра из Дуйсбурга:

264. О прибытии брата Конрада, великого магистра
В то время, когда ещё не прекратилось вероотступничество пруссов, брат Конрад фон Фейхтванген, великий магистр дома Тевтонского, пришёл в землю Прусскую и, видя, что она одолеваема множеством волнений, укрепляя братьев словами и спасительными увещаниями, утешил их чудесными дарами.

Похоронен в костеле города Добровице (Чехия).